# Steccato di Cutro
Steccato is een plaats (frazione) in de Italiaanse gemeente Cutro.